# Mike McKee
Pour les articles homonymes, voir McKee.
Mike McKee (né le 18 juin 1969 à Toronto, Ontario au Canada) est un joueur professionnel canadien de hockey sur glace.

## Carrière de joueur
Il joua quatre saisons avec les Tigers de l'Université Princeton avant de faire le saut chez les professionnels. Il commença sa carrière en 1992 avec les Citadels d'Halifax de la Ligue américaine de hockey. La saison suivante, il fit bonne impression au camp d'entraînement des Nordiques de Québec, équipe qui l'avait sélectionné au repêchage supplémentaire de 1990. Il joua donc 48 parties avec ce club avant de retourner un dernière saison dans les mineures, toujours avec le club-école des Nordiques.

## Statistiques
| Saison     | Équipe                           | Ligue      |    | Saison régulière | Saison régulière | Saison régulière | Saison régulière | Saison régulière |   | Séries éliminatoires | Séries éliminatoires | Séries éliminatoires | Séries éliminatoires | Séries éliminatoires |
| Saison     | Équipe                           | Ligue      | PJ | B                | A                | Pts              | Pun              | PJ               | B | A                    | Pts                  | Pun                  |                      |                      |
| 1988-1989  | Tigers de l'Université Princeton | NCAA       | 23 | 4                | 4                | 8                | 25               | -                | - | -                    | -                    | -                    |                      |                      |
| 1989-1990  | Tigers de l'Université Princeton | NCAA       | 26 | 7                | 18               | 25               | 18               | -                | - | -                    | -                    | -                    |                      |                      |
| 1990-1991  | Tigers de l'Université Princeton | NCAA       | 15 | 1                | 4                | 5                | 16               | -                | - | -                    | -                    | -                    |                      |                      |
| 1991-1992  | Tigers de l'Université Princeton | NCAA       | 27 | 12               | 17               | 29               | 34               | -                | - | -                    | -                    | -                    |                      |                      |
| 1992-1993  | Monarchs de Greensboro           | ECHL       | 7  | 1                | 3                | 4                | 6                | -                | - | -                    | -                    | -                    |                      |                      |
| 1992-1993  | Citadels d'Halifax               | LAH        | 32 | 6                | 7                | 13               | 25               | -                | - | -                    | -                    | -                    |                      |                      |
| 1993-1994  | Aces de Cornwall                 | LAH        | 24 | 6                | 14               | 20               | 18               | 10               | 0 | 3                    | 3                    | 4                    |                      |                      |
| 1993-1994  | Nordiques de Québec              | LNH        | 48 | 3                | 12               | 15               | 41               | -                | - | -                    | -                    | -                    |                      |                      |
| 1994-1995  | Aces de Cornwall                 | LAH        | 36 | 2                | 11               | 13               | 24               | -                | - | -                    | -                    | -                    |                      |                      |
| Totaux LNH | Totaux LNH                       | Totaux LNH | 48 | 3                | 12               | 15               | 41               | -                | - | -                    | -                    | -                    |                      |                      |

## Trophées et honneurs personnels
- 1990 : nommé dans la 2e équipe d'étoiles de l'Eastern College Athletic Conference[2]